# Кармен (Бухарест)
Футбольний клуб «Кармен» Бухарест (рум. Fotbal Club Carmenuta București) — румунський футбольний клуб з Бухареста, заснований у 1937 році. Виступає у IV лізі. Домашні матчі приймає на стадіоні «Стадіонул Кармен», місткістю 2 000 глядачів.

## Досягнення
- Ліга I
  - Віце-чемпіон: 1946–47.